# Montacute House
Montacute House est un manoir élisabéthain tardif avec jardin à Montacute, South Somerset.
C'est un exemple d'architecture anglaise au cours d'une période qui passe du gothique médiéval au classique de la Renaissance, et l'une des rares maisons prodiges à survivre presque inchangée depuis l'ère élisabéthaine. La maison est classée par English Heritage comme un  monument classé Grade I, et Monument Historique Classé . Conçu par un architecte inconnu, peut-être le maçon William Arnold, le manoir de trois étages est construit en pierre locale de Ham Hill vers 1598 par Edward Phelips, Master of the Rolls et procureur lors du procès de la Conspiration des Poudres .
Les descendants de Sir Edward Phelips occupent la maison jusqu'au début du XXe siècle. Pendant une brève période, la maison est louée à des locataires, dont Lord Curzon, qui vit dans la maison avec sa maîtresse, la romancière Elinor Glyn. En 1927, il est acquis par le National Trust.
La maison est entretenue par le National Trust. Sa Long Gallery, la plus longue d'Angleterre, sert d'avant-poste sud-ouest à la National Portrait Gallery et présente une collection de tableaux anciens.

## Histoire

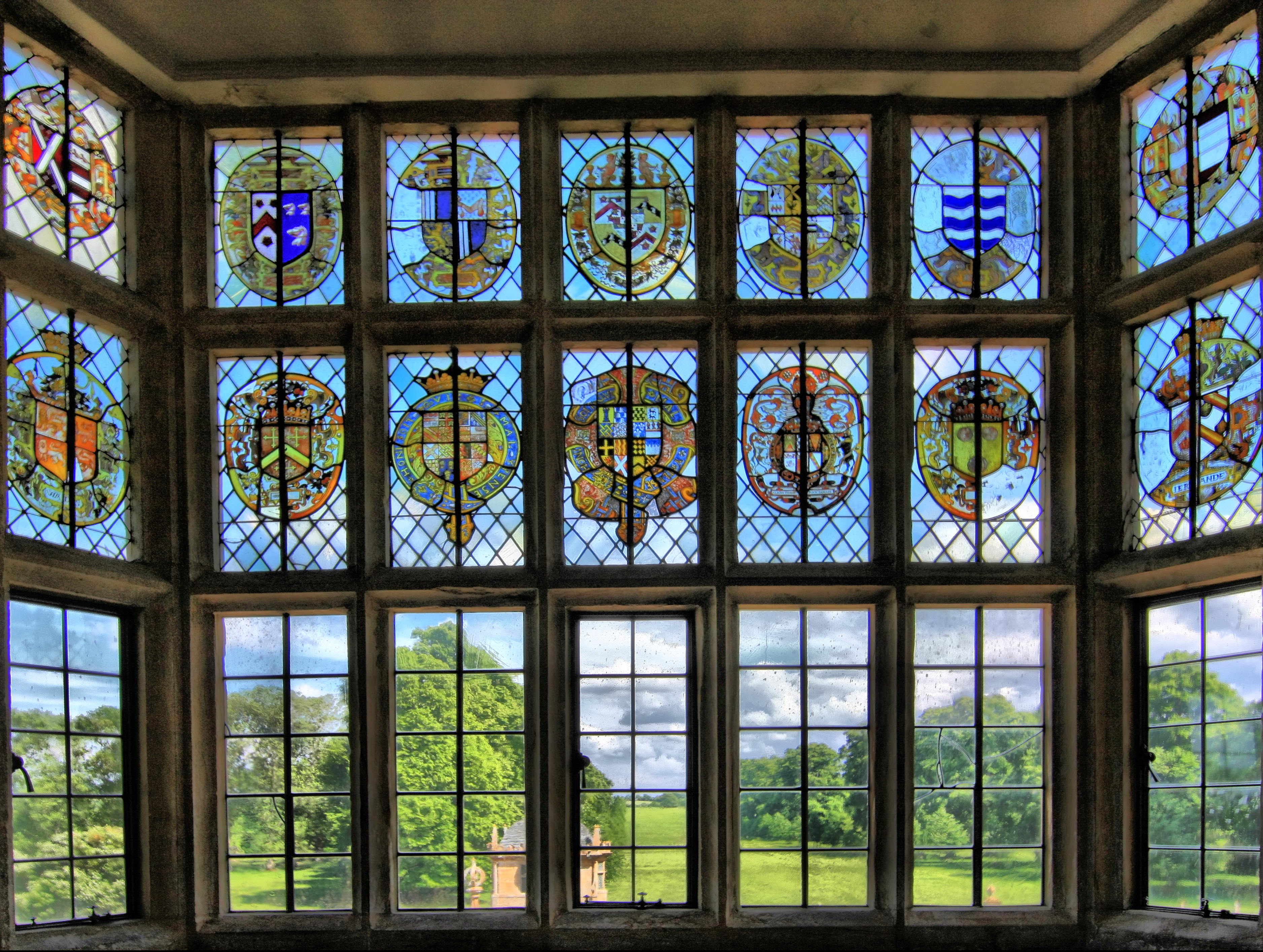
La fenêtre de la Grande Chambre représente les armes des familles liées aux Phelips par le mariage

Montacute House est construite vers 1598 par Edward Phelips, dont la famille vit dans la région de Montacute depuis au moins 1460, d'abord comme fermiers yeomen . Le site est acheté au prieuré clunisien de Montacute par Thomas Phelips et transmis à son petit-fils, également appelé Thomas, qui commence à planifier la maison, mais est décédé avant sa construction et laisse l'achèvement des travaux à son fils Edward . Edward Phelips est un avocat qui est au Parlement depuis 1584. Il est fait chevalier en 1603  et un an plus tard, il devient président de la Chambre. Jacques Ier le nomme maître des rôles et chancelier de son fils et héritier Henry, prince de Galles . Phelips reste au centre de la vie politique anglaise et ses compétences juridiques sont employées lorsqu'il devient procureur pendant le procès de la Conspiration des Poudres .
Le choix de l'architecte de Sir Edward est inconnu, bien qu'il ait été attribué au maçon William Arnold, qui est responsable des conceptions de Cranborne Manor et Wadham College, Oxford, et a travaillé au château de Dunster, également dans le Somerset . Dunster a des motifs architecturaux similaires à ceux trouvés à Montacute . Phelips choisit comme site pour son nouveau manoir un endroit proche de la maison existante, construite par son père. La date de début des travaux n'est pas documentée, mais on pense généralement qu'elle est vers 1598/9, d'après les dates d'une cheminée et de vitraux à l'intérieur de la maison. La date 1601, gravée au-dessus d'un encadrement de porte, est considérée comme la date d'achèvement .
Sir Edward Phelips meurt en 1614, laissant sa famille riche et est remplacé par son fils, Sir Robert Phelips, qui représente diverses circonscriptions du West Country au Parlement. Robert Phelips a la particularité d'avoir été arrêté à Montacute. Fervent protestant, il est par la suite emprisonné à la Tour de Londres en raison de son opposition au « mariage espagnol » entre le prince de Galles et une infante catholique espagnole.
La renommée et la notoriété de la famille sont de courte durée. Les générations suivantes s'installent dans le Somerset pour vivre la vie de la noblesse du comté, représentant le Somerset au Parlement et si nécessaire après des occupations dans l'armée et l'église. Cette existence paisible est animée lorsque William Phelips (1823-1889) hérite du domaine apporte de nombreuses améliorations et rénovations à Montacute. Il est responsable de la Cour de Base, jouxtant le côté sud du manoir  et la restauration de la Grande Chambre, qu'il transforme en bibliothèque. Plus tard, il devient fou et joueur accro pour être finalement incarcéré pour son propre bien. Malheureusement pour sa famille, c'est après qu'il a misé la fortune familiale et les vastes étendues du domaine de Montacute. En 1875, lorsque son fils William Phelips (1846-1919) prend le contrôle du domaine, les loyers agricoles de ce qui reste du domaine hypothéqué sont bas et la maison repose sur des ressources limitées. La vente de l'argenterie et des œuvres d'art de la famille retarde l'inévitable de quelques années, mais en 1911, la famille est forcée de louer la maison, pour une somme annuelle de 650 £, et de déménager . Les Phelipses ne sont jamais revenus.
En 1915, le locataire d'origine, Robert Davidson, part et la maison est louée à George Curzon (1er marquis Curzon de Kedleston) . Lécrivain américain Henry Lane Eno, est aussi locataire et est mort à la maison en 1928 .
La maison cesse alors d'être une résidence privée. Elle est mise en vente en 1929, et à une époque où de nombreuses maisons de campagne sont démolies, et reçoit une valeur de ferraille de 5 882 £. À l'exception des portraits de famille Phelips, le contenu et l'ameublement historiques sont enlevés et la maison, une coquille vide, reste sur le marché pendant deux ans .
Enfin, en 1931, la maison est vendue au philanthrope Ernest Cook, qui la donne à la Society for the Protection of Ancient Buildings, et de cette société, elle passe au National Trust ,. C'est l'une des premières grandes maisons du Trust. L'année suivante, en 1932, elle ouvre ses portes au public pour la première fois. Dépourvu de meubles et sans fonds suffisants pour l'entretenir, James Lees-Milne, le secrétaire du comité de la maison de campagne du Trust, décrit le manoir comme un « éléphant blanc vide et plutôt embarrassant » .
Pendant la Seconde Guerre mondiale, Montacute est réquisitionné par l'armée, et des soldats américains sont cantonnés dans le parc environnant avant le débarquement de Normandie ,.

## Architecture

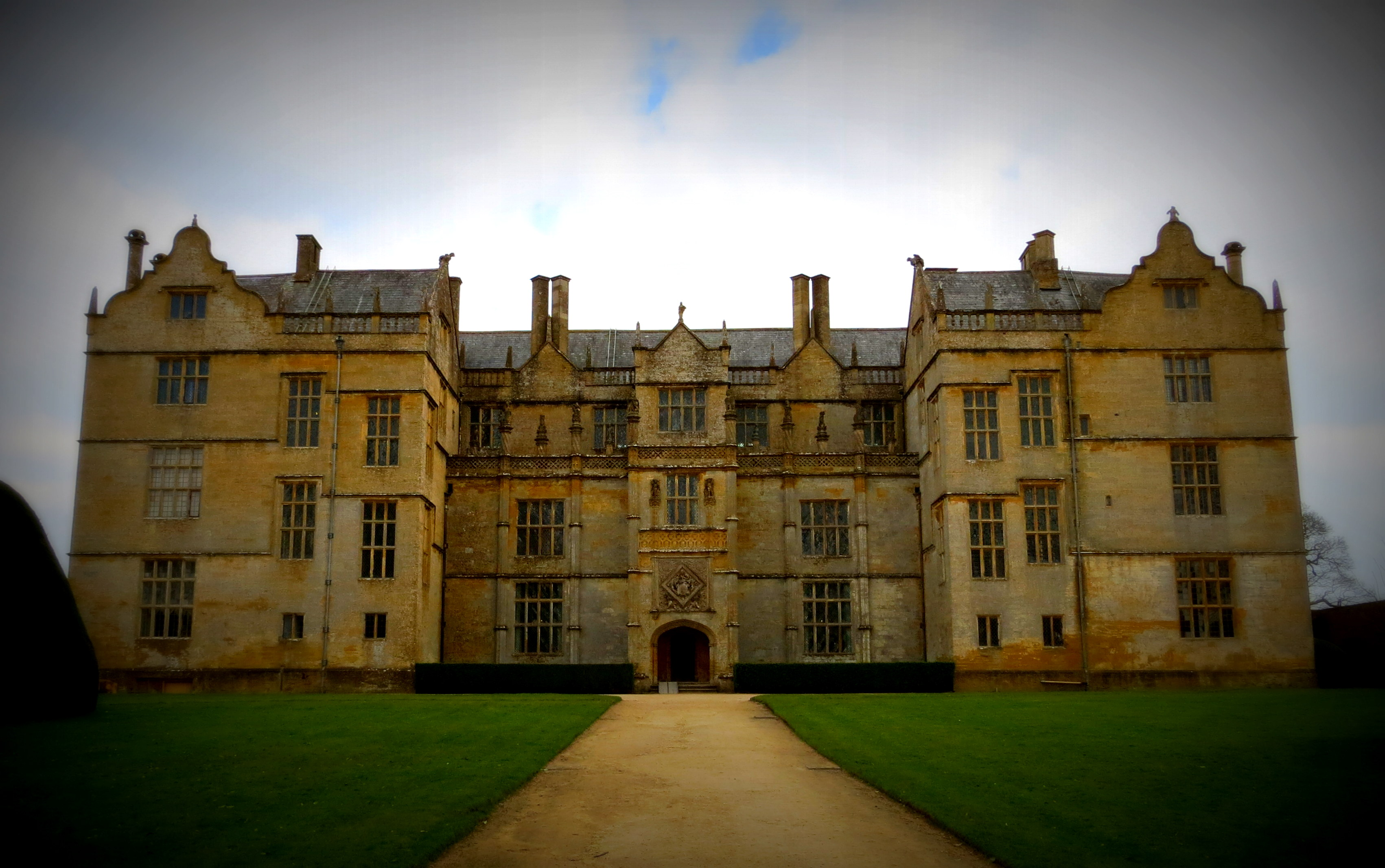

Construit dans ce qui est devenu le style de la Renaissance anglaise, la façade est, la façade principale prévue, se distingue par ses pignons hollandais décorés de singes en pierre grimpants et d'autres animaux.
L'architecture au début de la Renaissance anglaise est beaucoup moins formelle que celle de l'Europe continentale et s'appuie sur une plus grande sélection de motifs à la fois anciens et modernes, avec moins d'accent mis sur le strict respect des règles dérivées de l'architecture antique. Cela conduit à un argument selon lequel le style est une évolution du gothique plutôt qu'une innovation importée d'Europe. Cet argument est évident à Montacute, où les pinacles gothiques, quoique de forme obélisque, sont combinés avec des pignons Renaissance, des frontons, une statuaire classique, des toits en accolade et des fenêtres apparaissant comme des bandes de verre. Cette profusion de grandes fenêtres à meneaux, une innovation de leur époque, donne l'impression que la façade principale est entièrement construite en verre; une fenestration similaire est utilisée à Hardwick Hall dans le Derbyshire. Cependant, malgré les pignons hollandais, une caractéristique de la Renaissance anglaise acquise au fur et à mesure que le style se répand de la France à travers les Pays-Bas jusqu'en Angleterre, et les éléments gothiques, une grande partie de l'influence architecturale est italienne .

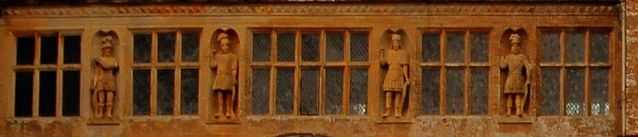
Statues des Neuf preux dans des niches sur les piliers de la Longue Galerie (façade est supérieure)

Les fenêtres de la longue galerie du deuxième étage sont divisées par des niches contenant des statues, une caractéristique de la Renaissance italienne illustrée au Galerie des Offices à Florence (1560-1581), qui, à Montacute, représente les Neuf Preux habillés en soldats romains ; les baies vitrées ont des frontons segmentés peu profonds, une occurrence très ancienne et primitive de ce motif en Angleterre, tandis que sous les baies vitrées se trouvent de curieux creux circulaires, probablement destinés à la réception de médaillons en terre cuite, imitant encore les palazzi de Florence . De tels médaillons sont l'un des motifs de la Renaissance introduits dans l'architecture gothique anglaise lorsque Henri VIII reconstruit Hampton Court et soutient l'affirmation selon laquelle la Renaissance anglaise n'est guère plus qu'une architecture gothique avec des ornements de la Renaissance . À Montacute, cependant, le style Renaissance ne se limite pas à l'ornement, la maison a aussi une symétrie parfaite. Des tours d'escalier jumelées se dressent dans les angles entre le corps principal de la maison et les ailes qui se projettent vers l'avant, un signe de symétrie moderne dans le plan de la maison ainsi que son élévation.
Montacute, comme de nombreuses demeures élisabéthaines, est construit en forme de « E », un plan très utilisé à cette époque. Au rez-de-chaussée se trouvent la grande salle, les cuisines et les garde-manger, aux étages supérieurs, les chambres pour la famille et les invités d'honneur .
L'approche originale de la maison aurait été beaucoup plus impressionnante que l'approche pittoresque d'aujourd'hui. La façade est était alors la façade d'entrée et donnait sur une grande cour d'entrée. Les deux pavillons restants flanquent une grande maison de gardien ; cette structure démolie depuis longtemps contenait des logements secondaires . La cour d'entrée et la guérite sont approchées par une cour extérieure plus grande. Les cours n'étaient cependant pas fortifiées, mais bordées de balustrades ornées, qui, avec les toits en ogive des pavillons, qui étaient en réalité des folies, étaient une reproduction purement ornementale des cours fortifiées et des abords trouvées dans les manoirs et châteaux anglais médiévaux antérieurs.
Comme dans toutes les maisons de l'époque élisabéthaine, Montacute n'a pas de couloirs : les pièces mènent directement de l'une à l'autre. Cela change en 1787 lorsque la pierre d'un manoir voisin à Clifton Maybank (qui est en partie démoli) est achetée par Edward Phelips (1725-1797) et utilisée pour reconstruire la façade ouest de Montacute . Cela procure un couloir donnant de l'intimité aux pièces du rez-de-chaussée et aux chambres du premier étage. Maintenant, avec la nouvelle façade en place, la maison est pratiquement retournée : la façade "Clifton Maybank" est devenue l'entrée principale, et l'impressionnante ancienne élévation avant donne maintenant sur une pelouse entourée de parterres de fleurs, plutôt que sur la cour d'entrée d'origine. Les petits pavillons aux toits en dôme d'ogive qui flanquaient la guérite démolie subsistent encore. Ils ont peut-être été conçus comme des maisons de banquet, mais dans les années 1630, ils ont été utilisés comme chambres à coucher .

## Intérieur

### Rez-de-chaussée

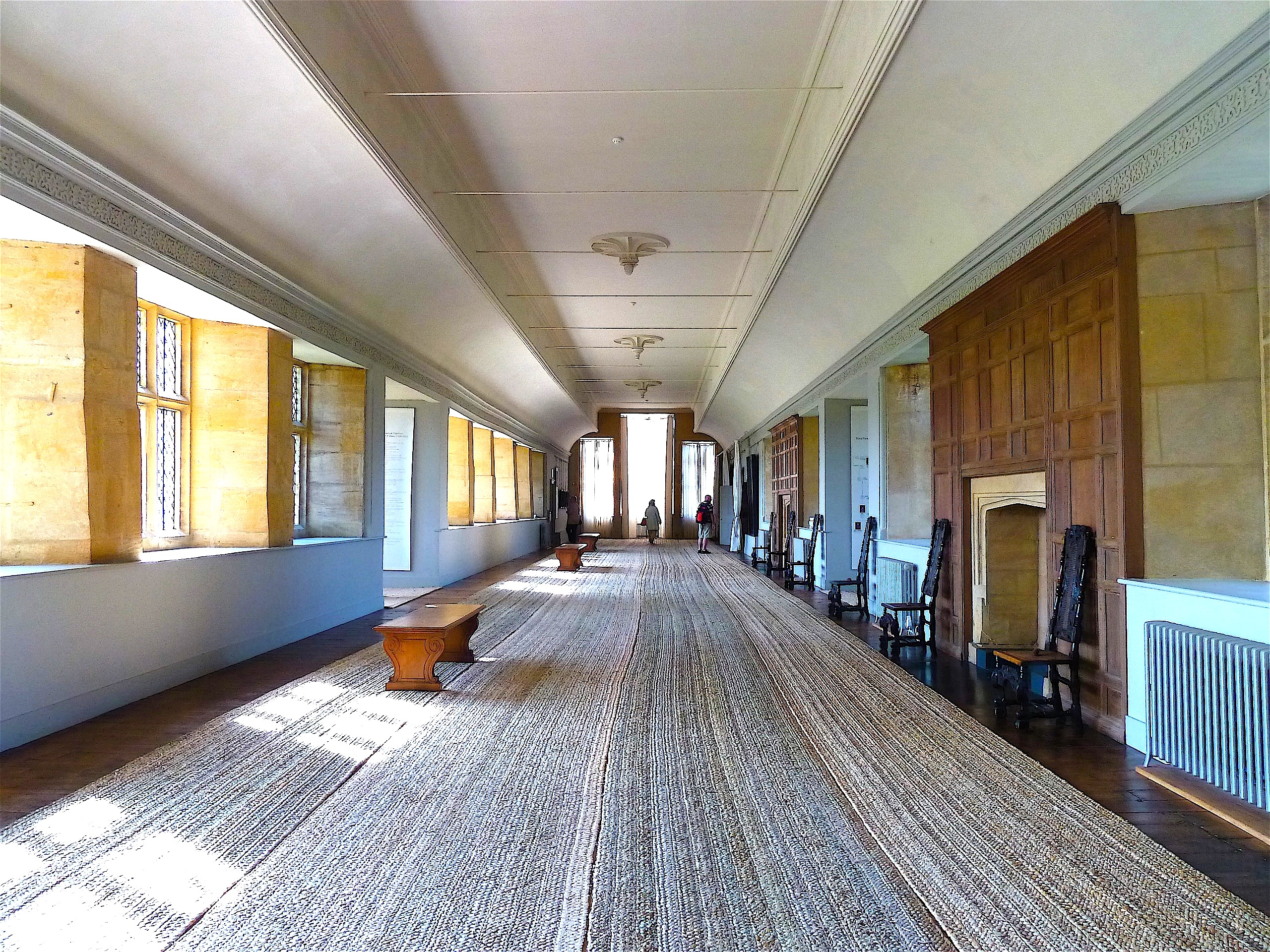
La grande Galerie

L'ajout du couloir Clifton Maybank, construit au XVIIIe siècle à partir de pierres provenant d'une autre maison alors en cours de transformation,  permet aux pièces principales du rez-de-chaussée et du premier étage d'avoir une certaine intimité par rapport aux zones des domestiques et de relier les deux escaliers. Il permet également de renverser la maison en créant une nouvelle façade d'entrée orientée à l'ouest .
La Grande Salle, qui part du couloir, est la salle à manger et le salon commun, mais au moment où Montacute est achevé, la Grande Salle traditionnelle est en grande partie un anachronisme . De telles salles continuent à être construites, cependant sur une plus petite échelle. Pendant les premières années après son achèvement, les serviteurs continuent à dîner dans la salle, mais la famille et les invités d'honneur mangeaient maintenant dans la Grande Chambre au-dessus. Le hall sert maintenant de salle pour recevoir et aussi pour le début des processions vers les plus grandes salles .
Les salons privés de la famille partent de la grande salle. Au XVIe et au début du XVIIe siècle, dans une maison telle que Montacute, le Parloir est le lieu où la famille dîne, peut-être avec certains de ses hauts serviteurs. Au fur et à mesure que les modes et les usages changent, comme les Salle d'apparat baroques ultérieurs, ces pièces du rez-de-chaussée perdent leur fonction d'origine et deviennent une série de salons apparemment sans signification. Le National Trust installe une cheminée du XVIIIe siècle de Coleshill House dans la salle de dessin au milieu du XXe siècle . Elle est maintenant meublée dans le style du XVIIIe siècle.

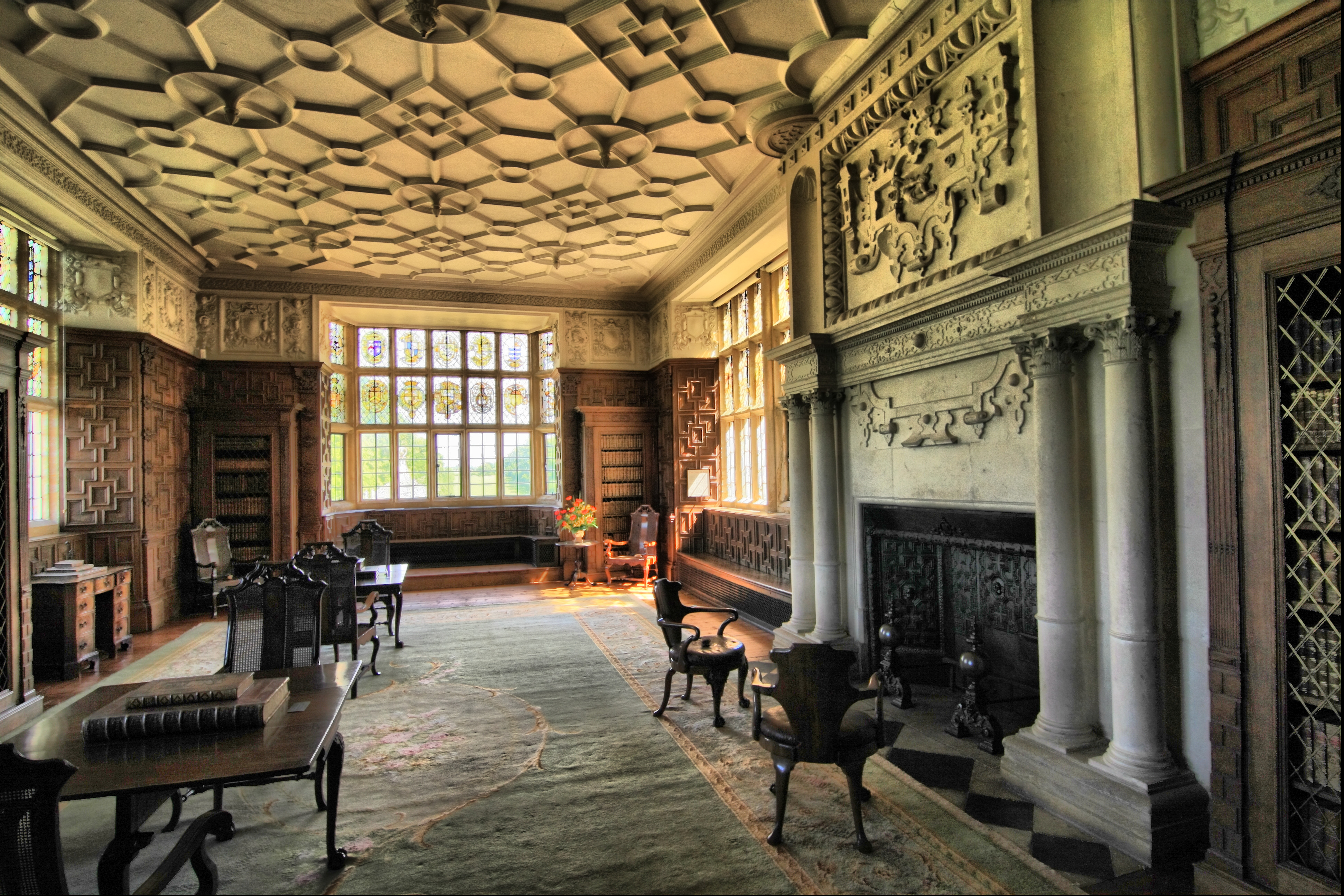
L'ancienne grande Chambre, aujourd'hui aménagée en bibliothèque

La pièce de l'autre côté du couloir de Clifton Maybank par rapport au Grand Hall est à l'origine deux pièces comprenant le « cellier » et le « beurrier ». Dans une grande maison, le beurrier et le « cellier » font partie de la cuisine, et comme à Montacute ils sont généralement proches de la Grande Salle. Le beurrier de Montacute est typique, car il y a un escalier vers la cave à bière en dessous . Le « garde-manger » est la pièce d'où le chef du garde-manger servait le pain . Au moment de l'achèvement de Montacute, les serviteurs supérieurs dînent et reçoivent souvent des serviteurs en visite dans le garde-manger. Cette disposition est un concept médiéval et plus tard, comme la coutume exige que les serviteurs se retirent des zones principales de la maison, ces pièces sont utilisées par la famille comme réception et salles à manger privées. Finalement, au début du XXe siècle, Lord Curzon fusionne les deux salles pour créer la grande salle à manger, socialement nécessaire, qui manquait à Montacute depuis que la Grande Chambre a été abandonnée plus de 100 ans plus tôt .
La salle des serviteurs, d'où descend un escalier en baie vitrée au sous-sol, devient la salle à manger des serviteurs au début du XVIIIe siècle . À l'extérieur, les six colonnes doriques de la terrasse est avaient à l'origine des fleurons décoratifs, maintenant remplacés par des lampes .

### Premier étage
Le premier étage contient l'une des plus grandes pièces de la maison, la bibliothèque. La salle est autrefois connue sous le nom de Grande Chambre ; dans un bâtiment du XVIe siècle, comme Montacute, cette salle est l'épicentre de toute cérémonie  d'où sa position en tête de l'escalier principal, qui en fait le point d'orgue d'un parcours processionnel. Ici, les invités les plus importants sont reçus, et les Phelips dînent formellement avec leurs invités avec des divertissements musicaux et des danses. La grande chambre de Montacute contient la plus belle cheminée de la maison ; cependant, sa statuaire classique représentant des nus a disparu depuis longtemps, victimes de la pruderie victorienne . Pendant le XVIIIe siècle la pièce est fermée, cela explique pourquoi au XIXe siècle elle est entièrement restaurée dans le "style élisabéthain". Le plafond à lanières, les boiseries et les bibliothèques datent tous de cette période. Les seuls éléments d'origine qui subsistent sont les vitraux héraldiques des fenêtres et la cheminée en Pierre de Portland. La salle contient un porche en bois sculpté orné; installé dans la bibliothèque dans les années 1830, il se trouvait à l'origine dans le parloir du dessous .
En haut de l'escalier principal, une antichambre sépare l'ancienne Grande Chambre de ce qui aurait été la chambre principale. Au XIXe siècle, cette pièce est aménagée en armurerie . La chambre attenante, la chambre du jardin, est utilisée comme chambre par Lord Curzon au début du XXe siècle et, en tant que telle, est équipée d'une baignoire à plomb cachée dans une armoire, l'une des rares de la maison ,.

La chambre

Les autres pièces de cet étage comprennent la Chambre pourpre, qui, avec son petit dressing attenant, est une pièce accessible depuis la Grande Chambre. Décrite en 1638 comme la "chambre de retrait", elle est utilisée par la famille pour se retirer des cérémonies plus publiques tenues dans la Grande Chambre et pouvait également être utilisé pour former une suite avec la chambre voisine, la Chambre Hall, lorsque des invités éminents étaient accueillis dans la maison .
La chambre Hall est une autre des chambres principales; la chambre Crimson attenante servait à l'origine de "chambre de retrait" de la chambre Hall, comme la pièce est décrite en 1638. En tant que suite, les chambres sont destinées à être accessibles par une porte désormais bloquée dans la Grande Chambre. De cette façon, si un invité de très haut rang est accueilli, il occuperait alors toute la suite, y compris la Grande Chambre . Bien que Montacute ait été équipé pour un souverain en visite, au moment où elle est achevée Élisabeth Ire est morte et l'importance de la famille diminue .
L'étage compte de nombreuses autres pièces plus petites. Comme ailleurs dans la maison, leur usage change fréquemment en fonction des besoins des occupants du manoir, et les noms des pièces changent donc souvent en fonction de leur usage et de leur décoration.

### Deuxième étage
Une caractéristique notable de la maison est la longue galerie de 172 pieds ( Unité «  » inconnue du modèle {{Conversion}}.) du deuxième étage, s'étendant sur tout le dernier étage de la maison ; c'est la plus longue galerie survivante en Angleterre . La galerie est éclairée par un mur de verre continu sur son côté est tandis que sa longueur est prolongée par des oriels à chaque extrémité, qui de l'extérieur semblent s'accrocher dangereusement au mur, soutenus uniquement par un petit encorbellement à la maçonnerie.
Les longues galeries sont une caractéristique des grandes maisons des XVIe et XVIIe siècles et ont de nombreux objectifs, allant du divertissement à l'exercice par mauvais temps ; les enfants Phelips mènent leurs poneys dans ces escaliers pour monter dans la galerie . Aujourd'hui, elle est utilisée par la National Portrait Gallery pour exposer une partie de sa collection .
Diverses anciennes chambres donnent sur la Long Gallery et, comme la galerie, sont maintenant décorées avec des peintures prêtées par la National Portrait Gallery .
L'étage mansardé au-dessus du deuxième étage, qui n'est pas ouvert au public, contient quelques pièces mansardées qui auraient toujours été des chambres secondaires. Il est probable qu'aux XVIe et XVIIe siècles elles ont été occupées par les hauts serviteurs ; les serviteurs inférieurs auraient dormi dans n'importe quel coin ou espace vacant au rez-de-chaussée ou au sous-sol .

## Jardins

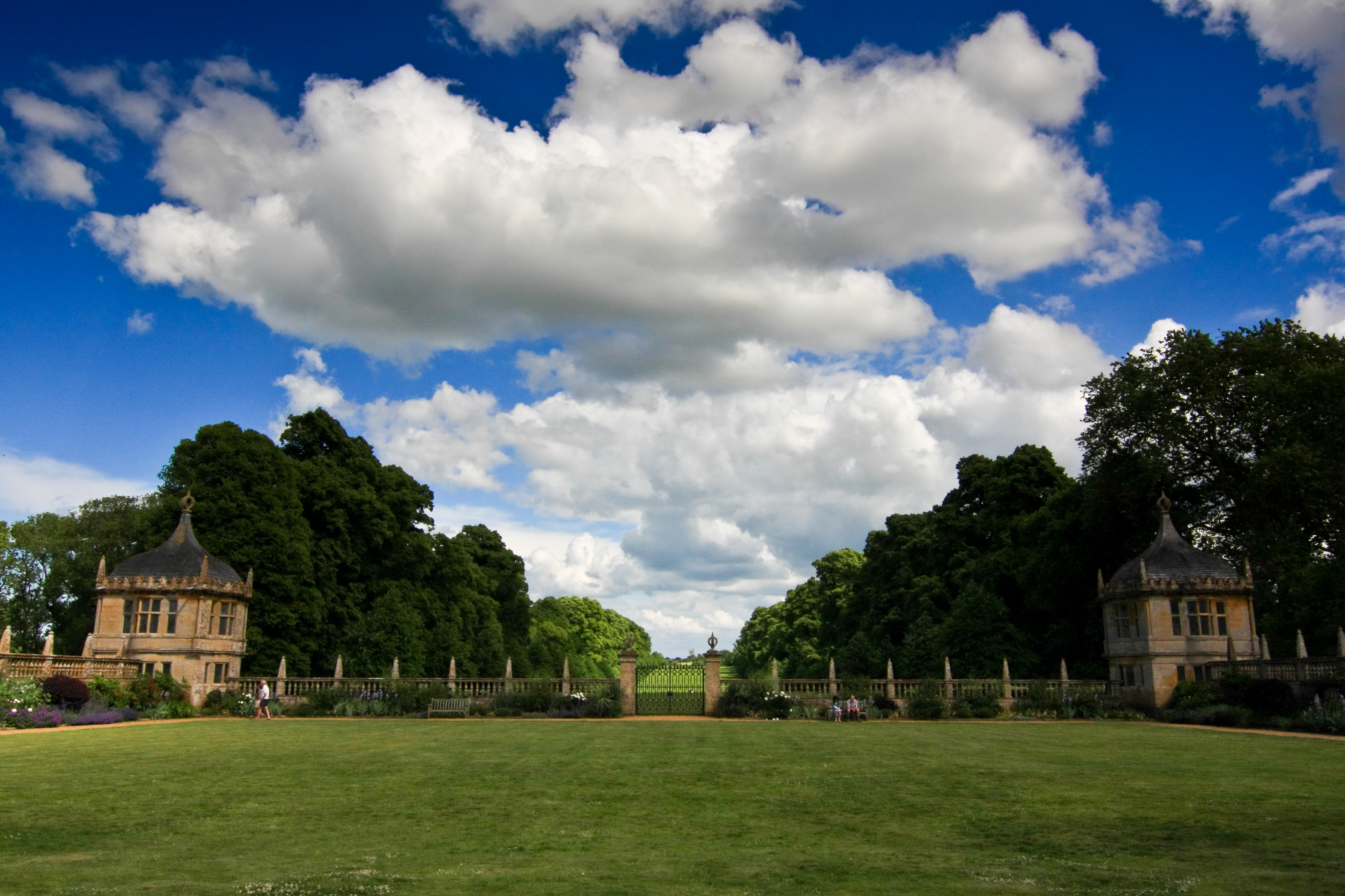
Les pavillons de jardin, tout ce qui reste de l'ancienne cour d'entrée

Les jardins sont bien établis en 1633, et en 1667, plusieurs jardins clos et des cours ont été ajoutés avec des vergers établis. Ils sont accompagnés de loges à portails en pierre, qui sont supprimées au XVIIIe siècle .
Le jardin planté, aménagé dans l'ancien parvis et dans le parterre engazonné légèrement en contrebas, est l'œuvre de Mme Ellen Phelips, qui vit à Montacute des années 1840 à sa mort en 1911, et de son jardinier, M. Pridham, qui a travaillé pour elle à Coker Court . L'allée d'ifs taillés renforce l'allée d'arbres matures légèrement béante qui s'éloigne des murs extérieurs de l'ancien parvis pour se terminer en champs, et les ifs taillés qui dessinent le parterre enherbé datent de cette époque . La conception du jardin parterre en contrebas, avec sa fontaine centrale de style jacobéen, conçue par Robert Shekelton Balfour (1869-1942) , est de 1894. La conception datée de Balfour est conservée dans la bibliothèque du Royal Institute of British Architects . Les bordures mixtes de la cour Est sont replantées par Phyllis Reiss de Tintinhull dans des couleurs chaudes et puissantes lorsque le précédent schéma de couleurs tendres établi par Vita Sackville-West s'est avéré insipide pour le goût moderne .
Il y a environ 106 hectares (261,93170386 acre) de parc et 4 hectares (9,88421524 acre) de jardins plus formellement aménagés . Ce sont les vestiges des 121 hectares (298,99751101 acre) de parc qui entouraient auparavant la maison . Les jardins et le parc sont répertoriés, Grade I, sur le registre des parcs et jardins historiques d'intérêt historique spécial en Angleterre.

## Aujourd'hui
Au cours du dernier quart du XXe siècle, les jardins et les terrains sont restaurés et replantés. La maison et le village servent souvent de décors pour des films. Plusieurs scènes de la Raison et sentiments de 1995 du roman Sense and Sensibility de Jane Austen sont tournées à Montacute  comme les scènes du film de 2004 The Libertine . La maison est utilisée comme Baskerville Hall pour une version de Le Chien des Baskerville tourné en 2000 pour la télévision canadienne . En mai-juin 2014, la maison est utilisée comme l'un des lieux pour l'adaptation par la BBC du roman de Hilary Mantel Wolf Hall ,.
En 1975, la National Portrait Gallery de Londres forme le premier de ses partenariats régionaux, un partenariat qui marie de grands espaces vides d'antiquités avec les nombreuses peintures que la galerie n'a pas suffisamment d'espace pour exposer . La longue galerie de Montacute est redécorée et restaurée avec une importante collection de portraits de maîtres anciens des XVIe et XVIIe siècles .
Le court métrage Wallace et Gromit pour 2012 se déroule dans une maison qui semble être basée sur Montacute House. Le court métrage est créé pour célébrer le National Trust et s'intitule "A Jubilee Bunt-A-Thon". L'emplacement fictif du film précédent de Wallace et Gromit, La malédiction du lapin-garou, Tottington Hall, est également basé sur Montacute House ,.
De mars à octobre de chaque année, la maison et le parc sont ouverts au public .